# Province cartusienne de Genève
La province cartusienne de Genève, en latin : Provincia Gebennensis existe en 1150. Comme elle comporte la Grande Chartreuse, elle est appelée province de Chartreuse, latin : Provincia Cartusia, au début du XVIIe siècle.
Pour l’ordre des Chartreux, la définition des provinces correspond à un groupe de maisons et non à un espace géographique.

## Histoire
Vers 1150, l'ordre est divisé en deux provinces : la première, comprenant les maisons au-delà du Rhône, ou province de Bourgogne ; la seconde, formée des maisons en deçà du Rhône ou province de Genève.

## Liste des chartreuses
Par date de fondation :
- Grande Chartreuse 1084
- Vallon 1138-1536
- Oujon 1146-1536
- Le Reposoir 1151-1901
- Pomiers 1170-1793
- Saint-Hugon 1173-1793
- Aillon 1178-1793
- Mélan 1282-1793
- Valsainte (La) 1295
- Currière 1296-1790
- Chalais 1306-1793
- La Part-Dieu 1306-1848
- La Lance 1317-1538
- Val-de-Paix 1327-1332
- Géronde 1330-1349
- Lyon 1584-1790
- Ripaille 1623-1793
- Beauregard 1822-1978
- Transfiguration 1971
- Reillanne 1978

## Visiteurs de la province de Genève
- Fiacre Billard († 1589), prieur d'Aillon (1582-1587) et visiteur de la province du Genevois, prieur de Liget (1587-1589)[1].

- Jean Boette († 1601), vicaire de Mélan, prieur d'Aillon (1587-1589) et visiteur de la province de Genève. Après une année de priorat, il demande et obtint de reprendre le vicariat de Mélan, prieur de Saint-Hugon en 1592 et prieur de Pomier qu'il exerce jusqu'en 1600[2].

- Jean Thurin († 1595), profès à la chartreuse de Paris; prieur de Saint-Hugon de 1566 à 1570; et covisiteur de la province de Chartreuse; procureur à Favrat et membre de la commission chargée de réviser les nouveaux statuts en 1572 ; prieur d'Asti en 1575, de Val de Pez au diocèse de Mondovi en 1577 ; rentre en Chartreuse en 1582; prieur de Durbon la même année, de Portes en 1585 ; vicaire des moniales de Salettes en 1586 ; prieur de Lyon de 1589 à 1590, de Portes pour la seconde fois de 1590 à 1594 ; vicaire de Villeneuve-lez-Avignon[3].
- Daniel Priné (1632-†1694), profès de Grande Chartreuse, prieur de Ripaille (1691-1694)[4],[5].
- Claude Guinée ou Guinet, profès de chartreuse, prieur de chartreuse de Pomier (1718-1730), prieur de Lyon (1730-1734) et visiteur de la province[6].
- Antoine Callas (1707-†1779), profès de Villeneuve ; prieur de Bonpas, de Bourgfontaine, de Lyon de 1758 à 1779 ; visiteur de la province de Chartreuse[3].